# Primera División de baloncesto 1964-65
La temporada 1964-65 de la Liga Española de Baloncesto fue la novena edición de dicha competición. La formaron ocho equipos equipos en un único grupo, jugando todos contra todos a doble vuelta. Los dos últimos clasificados disputaron una liguilla de promoción junto al tercero y cuartode la Segunda División, para determinar qué dos equipos jugarían la temporada siguiente en la máxima categoría. Comenzó el 3 de enero de 1965 y finalizó el 18 de abril de ese mismo año. El campeón fue por octava vez el Real Madrid CF.

## Equipos participantes
| Equipo               | Sede      |
| -------------------- | --------- |
| Real Madrid CF       | Madrid    |
| Club Juventud        | Badalona  |
| CD Mataró            | Mataró    |
| Canoe NC             | Madrid    |
| CB Estudiantes       | Madrid    |
| Picadero Damm        | Barcelona |
| Club Águilas         | Bilbao    |
| Club Natación Helios | Zaragoza  |

## Clasificación
| Pos. | Equipo             | PJ | G  | P  | GF   | GC   | DG   | Pts | Clasificación o descenso           |
| ---- | ------------------ | -- | -- | -- | ---- | ---- | ---- | --- | ---------------------------------- |
| 1    | Real Madrid (C)    | 14 | 13 | 1  | 1210 | 808  | +402 | 27  | Clasificado para la Copa de Europa |
| 2    | Picadero Damm      | 14 | 11 | 3  | 903  | 780  | +123 | 25  |                                    |
| 3    | Juventud Fantasit  | 14 | 8  | 6  | 940  | 800  | +140 | 22  |                                    |
| 4    | Estudiantes        | 14 | 6  | 8  | 859  | 979  | −120 | 20  |                                    |
| 5    | Molfort's Mataró   | 14 | 5  | 9  | 934  | 879  | +55  | 19  |                                    |
| 6    | Helios Tusa        | 14 | 5  | 9  | 809  | 953  | −144 | 19  |                                    |
| 7    | Águilas Schuss (O) | 14 | 4  | 10 | 889  | 1024 | −135 | 18  | Promoción de descenso              |
| 8    | Real Canoe (R)     | 14 | 4  | 10 | 572  | 893  | −321 | 18  | Promoción de descenso              |

 Fuente: Linguasport
| Campeón 1964-65 |
| --------------- |
| Real Madrid     |

## Promoción de descenso
El Club Águilas permaneció en la liga y Canoe NC fue descendido después de la promoción de descenso, jugó con el tercer y cuarto equipo calificado en Segunda División (CB Hospitalet, ascendido y CN Vitoria).

## Máximos anotadores
| Pos. | Nombre           | Equipo | Puntos |
| ---- | ---------------- | ------ | ------ |
| 1.   | Lorenzo Alocén   | HEL    | 330    |
| 2.   | Vicente Ramos    | EST    | 279    |
| 3.   | Alfonso Martínez | PIC    | 247    |